# Azuré de la faucille
Cupido alcetas
Espèce
L’Azuré de la faucille (Cupido alcetas) est une espèce paléarctique de lépidoptères (papillons) de la famille des Lycaenidae et de la sous-famille des Polyommatinae.

## Dénomination
Cupido alcetas nom donné par Johann Centurius von Hoffmannsegg en 1804.
Synonymes : Everes alcetas (Hoffmannsegg, 1804), Papilio alcetas (Hoffmannsegg, 1804), Papilio alsus (Denis & Schiffermüller, 1775), Papilio coretas (Ochsenheimer, 1808), Cupido trinacriae (Verity, 1919).

### Noms vernaculaires
L'espèce a plusieurs noms vernaculaires ou noms vulgaires en français : Azuré  de la faucille, Azuré frêle ou Argus rase-queue.
En anglais on le nomme Provençal Short-tailed Blue et en espagnol il est désigné comme Rabicorta.

## Description
C'est un petit papillon qui présente un dimorphisme sexuel, le dessus du mâle est bleu bordé d'une fine marge noire et d'une frange blanche, celui de la femelle est marron, avec la même frange blanche, les deux ont une queue en n2.
Le revers est gris pâle un peu suffusé de bleu et orné de lignes de petits points noirs cernés de blanc.

### Espèce proche
L'Azuré des nerpruns n'a pas de queue, l'Azuré de la minette présent dans une partie de son aire de répartition lui ressemble.

## Biologie

### Période de vol et hivernation
Il vole en trois générations, de mai à septembre.

### Plantes hôtes
Ses plantes hôtes sont Securigera varia et Galega officinalis et diverses autres fabacées.

## Écologie et distribution
Il est présent dans des zones localisées du sud de l'Europe (autour des Pyrénées en Espagne et en France, dans le sud de l'Autriche, en Hongrie, Slovénie, Macédoine, Roumanie, Bulgarie, nord de la Grèce), en Turquie, en Sibérie et jusqu'en Altaï,.
Il est en train de recoloniser la Suisse.
En France métropolitaine il serait présent dans presque tous les départements des 2/3 sud du territoire, y compris en Corse.

### Biotope
Son habitat est constitué de clairières, de bois clairs.

### Protection
Pas de statut de protection particulier.